# Blanka Pěničková
Blanka Pěničková (Jablonec nad Nisou, 11 aprile 1980) è un'allenatrice di calcio ed ex calciatrice ceca, di ruolo centrocampista, assistente di Michal Kolomazník nello Slavia Praga.

## Palmarès

### Club
- Campionato ceco: 6

Slavia Praga: 2002-2003, 2003-2004, 2013-2014, 2014-2015, 2015-2016, 2016-2017
- Coppa della Repubblica Ceca femminile: 1

Slavia Praga: 2013-2014